# 洪周祿
洪周禄（？—？），字式穀，號半石，湖广黄州府黄冈县民籍。明朝政治人物。

## 生平
萬曆四十三年（1615年）乙卯科湖广鄉試舉人，天啓二年（1622年）壬戌科進士。工部观政，四年授户部浙江司主事，管太仓银库，五年丁忧。崇祯元年除原职，二年管九江钞关，四年升贵州司员外，晋郎中，崇祯四年出知常州府。六年（1634年）以宜兴民变降调，遂解绶归里，肆志诗文，行草书妙绝一时，为董其昌所赏。急难好施，乡里德之，年七十余卒。黄冈赤壁东北城内有洗烦楼，为洪周禄建，下有棲霞馆，皆董其昌书牓，侧有广容园，旋为广嗣庵。清朝顺治初，府官曾借居乡绅洪周禄宅。